# Mochau (Fläming)
Mochau is een dorp en voormalige gemeente in de Duitse deelstaat Saksen-Anhalt. Sinds 1 januari 2009 is het onderdeel van de gemeente Wittenberg. Mochau telt 568 inwoners.